# 吴藻溪
吴藻溪（1904年4月—1979年10月），湖北崇阳人，中国社会活动家、科学家、教育家、诗人，九三学社创始人之一。